# Minecraft Multiplayer Fun
«Minecraft Multiplayer Fun» (дословный перевод: «Многопользовательское развлечение в Майнкрафте») — видеозапись, которую 2 октября 2010 года опубликовал на своём YouTube-канале шведский видеоблогер Феликс Чельберг, известный под псевдонимом Пьюдипай (англ. PewDiePie). Является одной из самых ранее загруженных видео на канале, доступных для просмотра. Ролик содержит кадры совместной игры Чельберга со своим другом под псевдонимом Xebaz в видеоигре-песочнице Minecraft. На июнь 2022 года, видео посмотрели более 20 миллионов раз.

## История

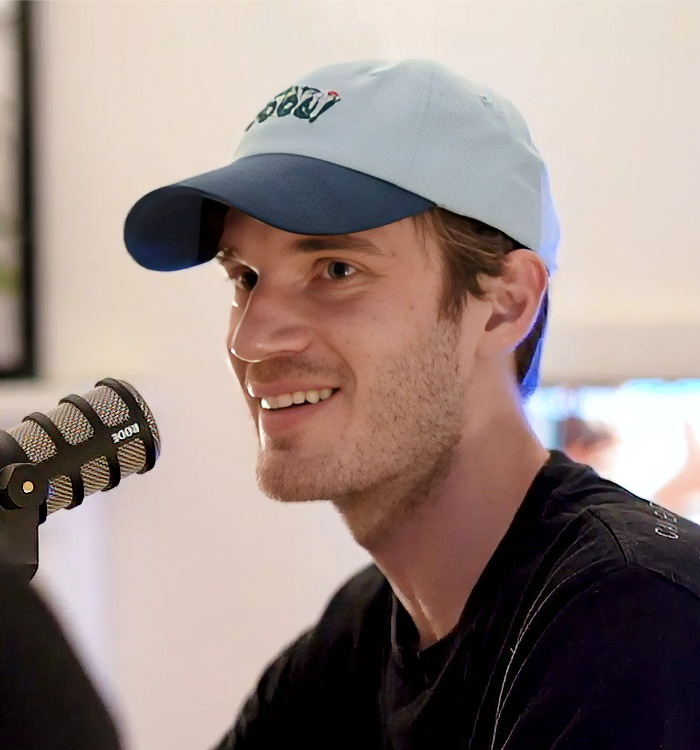
Феликс Чельберг (на фото 2019 года)

Феликс Чельберг зарегистрировал свой канал на YouTube 29 апреля 2010 года, после того, как забыл пароль к своей старой учётной записи. Его первым видео на YouTube была другая запись игры в Minecraft, которое он впоследствии удалил. Поэтому различные СМИ называют именно ролик «Minecraft Multiplayer Fun» самым первым видео Чельберга, так как именно оно является самым старым из числа доступных для просмотра.

## Восприятие
На январь 2024 года, видео «Minecraft Multiplayer Fun» посмотрели более 22 миллионов раз. 
Журналисты Business Insider считают, что именно это видео превратило Чельберга «в огромную звезду YouTube» («into [a] huge YouTube star»). Observer внёс ролик в список «10 самых важных видео в истории YouTube» («10 most important videos in YouTube history»).

### Комментарии
1. ↑  Данный канал «Pewdie» ненадолго использовался в качестве второго канала в 2012—2014 годах[3].